# Chambeire
Chambeire – miejscowość i gmina we Francji, w regionie Burgundia-Franche-Comté, w departamencie Côte-d’Or.
Według danych na rok 1990 gminę zamieszkiwało 225 osób, a gęstość zaludnienia wynosiła 36 osób/km² (wśród 2044 gmin Burgundii Chambeire plasuje się na 687. miejscu pod względem liczby ludności, natomiast pod względem powierzchni na miejscu 1161.).